# نیک کانن
نیک کانن (انگلیسی: Nick Cannon؛ زادهٔ ۸ اکتبر ۱۹۸۰)، موسیقی‌دان اهل ایالات متحده آمریکا است. وی از سال ۱۹۹۸ میلادی تاکنون مشغول فعالیت بوده‌است.

## گزیده فیلم‌شناسی
از فیلم‌ها یا برنامه‌های تلویزیونی که وی در آن نقش داشته‌است، می‌توان به آثار زیر اشاره کرد:
- مایل هستید برقصیم؟
- خانهٔ هیولا
- رول بانس
- حتی پول
- ناجورها
- هرچی لازم باشه
- دروغ نگو توپ
- درام‌لاین